# Día de Dibujar a Mahoma

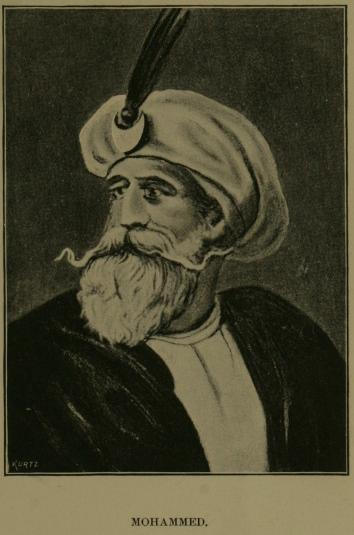
Dibujo imaginario de Mahoma (570-632). Generalmente las imágenes conocidas del profeta lo muestran cubierto por un velo.

El Día de Dibujar a Mahoma (originalmente en inglés: Everybody Draw Mohammed Day ‘día de todo el mundo dibuja a Mahoma’) es una protesta contra los islamistas radicales que amenazan con asesinar a los que tratan de representar a Mahoma, principal profeta del islam. En un principio comenzó como una protesta contra la censura del capítulo 201 del programa animado televisivo South Park (de Comedy Central) en respuesta a amenazas de muerte de radicales islamistas. Comenzó con un dibujo publicado en Internet el 20 de abril de 2010, que incluía una petición para que todo el mundo crease un dibujo que representase a Mahoma, el 20 de mayo de 2010, como una protesta contra los esfuerzos para limitar la libertad de expresión.
Molly Norris ―dibujante de cómics de Seattle (estado de Washington, en el noroeste de EE. UU.)― creó el dibujo como protesta ante las amenazas de muerte que aparecieron en Internet contra los caricaturistas Trey Parker y Matt Stone por representar a Mahoma en un episodio de South Park. Las imágenes de Mahoma están explícitamente prohibidas por unos hadith (textos islámicos), aunque no por el propio Corán. Publicaciones en el foro RevolutionMuslim.com amenazaban con que Parker y Stone podrían acabar como Theo van Gogh (1957-2004, sobrino bisnieto de Van Gogh), un cineasta neerlandés que fue brutalmente asesinado y mutilado por un extremista musulmán. Los responsables del sitio web negaron a posteriori que dichos mensajes constituyeran amenazas contra los dibujantes, aunque ampliamente se percibió como tal.
Norris afirmó que si millones de personas hicieran dibujos de Mahoma, los terroristas islamistas no serían capaces de asesinarlos a todos, y las amenazas de hacerlo serían poco realistas. En una semana, la «idea Norris» llegó a ser muy popular en la red social Facebook, apoyada por numerosos blogueros, y generó una cobertura en los sitios web blog de los principales periódicos de Estados Unidos. A medida que la polémica aumentaba, Norris y el hombre que creó la primera página de Facebook para promocionar el evento del 20 de mayo se desvincularon de ella. No obstante, la planificación de la protesta continuó con otros individuos por la «causa».

## Descripción de los dibujos

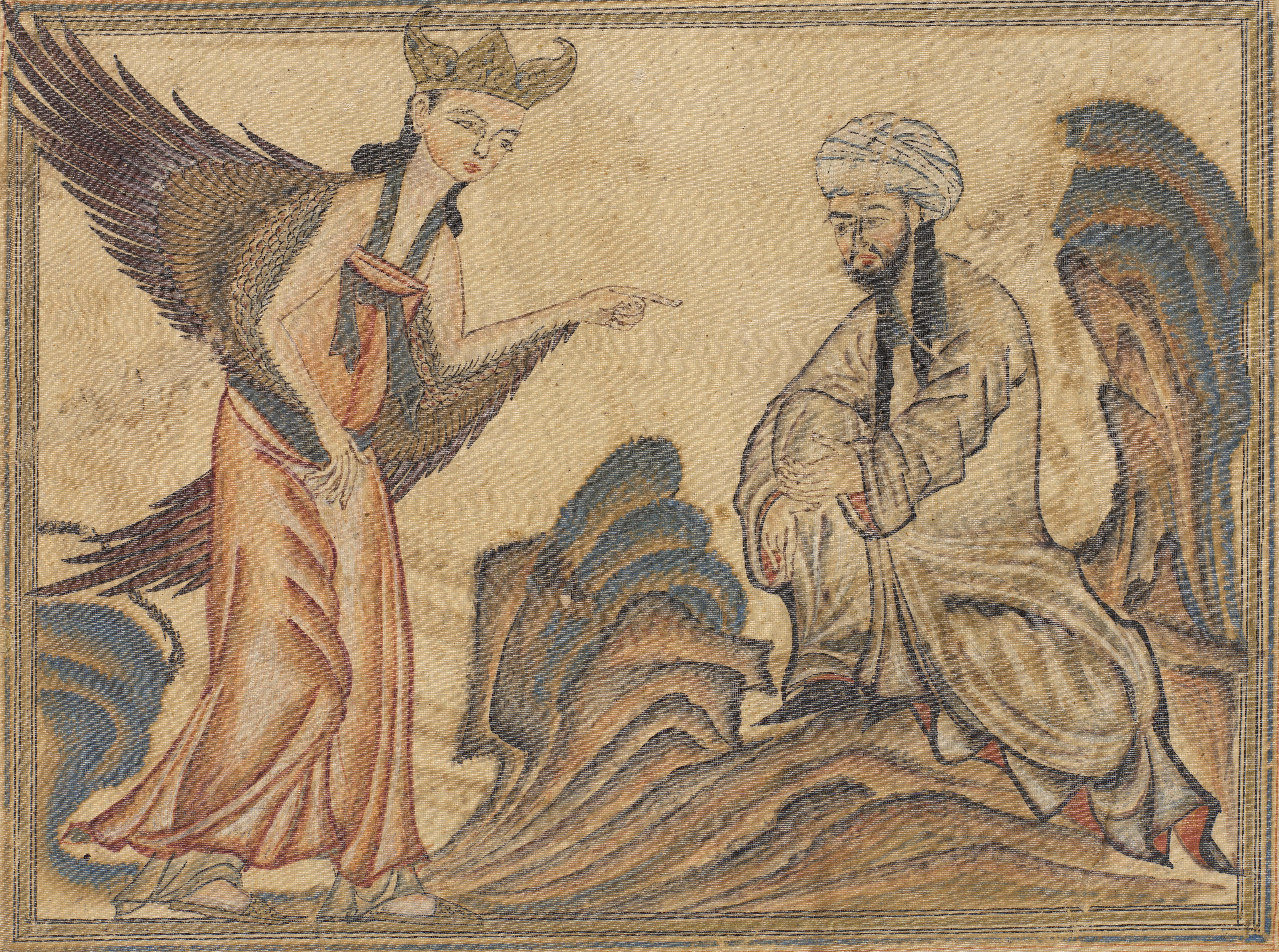
Mahoma recibe su primera revelación del ángel Gabriel. Miniatura sobre vellum del libro Jami al-Tawarij (literalmente ‘compendio de crónicas’, pero generalmente denominado La Historia universal o La Historia del mundo), escrito por Rashid-al-Din Hamadani y publicado en Tabriz (Irán) en el año 1307. Actualmente en poder de la Biblioteca de la Universidad de Edinburgo, en Escocia.

Norris dibujó el primer llamamiento (una caricatura de tipo pancarta) el 20 de abril de 2010, con la que declaró el 20 de mayo de 2010, como el Día de Dibujar a Mahoma. El cartel mostraba varias caricaturas de objetos antropomórficos, como una taza de café, una cereza y una caja de pasta, quienes dicen ser la imagen de Mahoma. Norris usa la ortografía alternativa «Mohammed» en su cartel. En la parte superior de la ilustración, escribió:

A la luz de las recientes amenazas veladas (¡ja!) dirigidas a los creadores de la serie de televisión South Park [...] por los bloguers del sitio web Revolución Musulmana, por la presente consideramos que el 20 de mayo de 2010 es el primer Día de Dibujar a Mahoma. Contribuya a reducir los objetivos y, oh sí, defender un poco algo por lo que nuestro país es famoso, como es la primera enmienda (aunque quizá no por mucho tiempo, ya que Comedy Central, colaborando con los terroristas, ha eliminado el episodio).

El cartel incluía una referencia a que estaba patrocinado por una organización llamada CACAH (Citizens Against Citizens Against Humor: ‘Ciudadanos contra los Ciudadanos que están Contra el Humor’), Norris confirmó más tarde que la organización CACAH no existía. Norris dedicó la caricatura a los creadores de South Park, Matt Stone y Trey Parker.
Los episodios 200 y 201 de South Park, emitidos a comienzos de abril de 2010, mostraban a un personaje disfrazado de oso, al que otros personajes de la serie de animación llamaban Mahoma.

### Extensión del llamamiento
Norris pasó el póster-caricatura a blogueros de Seattle. Envió una copia a Dan Savage, que la publicó en su blog el 22 de abril. El 23 de abril Norris dijo en una entrevista que realizó en una radio de Seattle: «Como dibujante sentí con tanta intensidad lo que había pasado que quise contrarrestar el mensaje que Comedy Central envió al sentirse amenazada [...] No ser políticamente correcto es intrínseco al trabajo de un dibujante de viñetas». En su página web, Norris comentó que su idea no era atacar al islam, sino apoyar la libertad de expresión de cada uno.

### Desarrollo de la página en Facebook
El 25 de abril, Norris escribió en su página web personal que la respuesta popular a su idea le había sorprendido y conmocionado: «No esperaba que mi viñeta se convirtiera en un fenómeno viral. Nunca intenté ser el foco de ningún “grupo”. Estoy bajo la primera enmienda cuando dibujo lo que quiero. Este dibujo en particular de un cartel parece que ha tocado un nervio gigantesco, algo para lo cual no estaba preparada. Voy a volver a la mesa de dibujo ahora mismo». El 26 de abril escribió en su página web: «I am NOT involved in “Everybody Draw Mohammd [sic ] Day! I made a cartoon that went viral and I am not going with it. Many other folks have used my cartoon to start sites, etc. Please go to them as I am a private person who draws stuff». También pidió a Savage que reemplazara la ilustración original con otra que ella había dibujado posteriormente, pero Savage se negó a ello. Cuando le preguntaron por qué la había publicado inicialmente ella respondió: «Porque soy una idiota».
El cambio de posicionamiento de Norris fue recibido con reacciones variadas por los comentaristas. Kathleen Parker, una columnista de opinión del The Washington Post escribió: «La viñeta de Norris era una idea elegante, pero ella debería haber sido relevada de tanta responsabilidad sobre ella». Alex Spillius en un artículo en el The Daily Telegraph comentó: «Nadie debe culpar a Norris de quitarse del entuerto, este tipo de casos provocan incertidumbres maliciosas persistentes. Cualquier amenaza puede desaparecer rápidamente o perdurar en el tiempo, al estilo Rushdie durante décadas. La disputa sobre las viñetas del diario danés Jyllands-Posten que mostraban a Mahoma perduró durante meses antes de derivar en protestas muy violentas».

### La protesta continúa

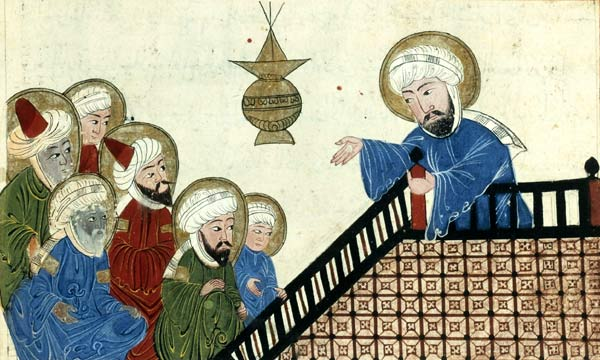
Copia otomana del siglo XVII del manuscrito Los signos remanentes de los siglos pasados de Al-Biruni en el (en el noroeste de Irán), que representa a Mahoma predicando el Corán en La Meca.

Un especialista en tecnologías de la información de Toronto (Canadá) llamado Mimi ayudó a liderar el movimiento de protesta a raíz de los despidos de Norris y Wellington. Mimi contó a AOL News que el movimiento de protesta debe ser considerado como «prolibertad de expresión, no contra los musulmanes». Ella añadió además: «Si [los musulmanes] se sienten ofendidos, tienen el derecho de sentirse ofendidos, igual que los cristianos». Con respecto a la conformidad con los principios de libertad de expresión, Mimi está permitiendo una amplia gama de representaciones de Mahoma, «excepto aquellos que incitan a la violencia o de naturaleza pornográfica». «La sociedad hace todo lo que piden los musulmanes por miedo a la violencia o por ultracorreción política. Pero si quieres vivir en una sociedad occidental y usar el sistema para que proteja tus derechos, tienes que permitir a otros tener los suyos también», dijo Mimi.
Según Paste Magazine el 30 de abril de 2010 la «pequeña protesta» de Norris había crecido hasta alcanzar 32 eventos en Facebook con un total de más de 11 000 personas que planeaban participar. Ron Nurwisah del National Post señaló que «La retirada de Norris puede llegar un poco tarde, pues el evento parece haber tomado vida propia», y FOX 9 también reseñó que «puede ser que haya empezado algo que sea incapaz de parar por ella misma. Otros han hecho suya la causa del Día de Dibujar a Mahoma». Tim Edwards, de The First Post comentó: «Parece ser que ya nada puede detener que el 20 de mayo de 2010 se convierta en el primer Día de Dibujar a Mahoma; incluso si, en un cambio irónico, sus creadores y partidarios más sólidos se han asustado ahora [por amenazas de muerte]».

## Comentarios

### Abril de 2010

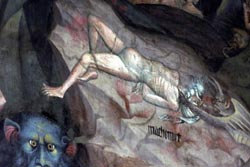
Fotografía de un fresco de principios del Renacimiento en la Iglesia de San Petronio (en Bolonia), pintado por el pintor italiano Giovanni de Módena (1379-1455). Representa una idea común en aquella época: Mahoma siendo torturado por demonios en el Infierno. En el año 2002, extremistas islámicos se organizaron para hacer explotar la iglesia para destruir este fresco.

La idea de la protesta del 20 de mayo recibió el apoyo de Kathleen Parker, una columnista de opinión del The Washington Post: «Los estadounidenses aman su libertad de expresión, y ya han tenido suficiente de aquellos que piensan que pueden dictar los límites de este derecho fundamental. [...] Dibujad a pesar de cualquier corazón descontento. Este es un país libre. Por ahora». La idea también recibió el apoyo de blogueros y sitios web importantes, como Michael C. Moynihan del blog «Hit & Run» (‘pega y corre’) de la revista Reason, que animó a sus lectores a mandar sus dibujos. Moynihan comentó que planeaba seleccionar alguna de las ilustraciones del movimiento de protesta, para luego añadirlas como favoritas a la página web de Reason.com
Moynihan comentó: «En el episodio de South Park que comenzó con todo esto, Buda se mete rayas de coca y hay un episodio donde Cartman crea una banda de rock cristiano que canta temas muy homoeróticos. A pesar de esto hay una figura religiosa de la que no nos podemos mofar. El punto del episodio que creó la controversia es que hay celebridades que quieren que el poder de Mahoma no sea ridiculizado. ¿Desde cuando a los no musulmanes no se les permite hacer chistes?» Moynihan añadió que la decisión de Comedy Central de autocensurarse tuvo como resultado que la situación empeorase.

### Mayo de 2010
Janet Albrechtsen escribió en The Australian, «Como viñeta, era medianamente entretenida. Como campaña, es burda y gratuitamente ofensiva». El movimiento de protesta y los incidentes que rodearon la censura de los episodios de South Park fueron objeto de debate en el programa de la NPR Talk of the Nation, en el cual los comentaristas, entre los que se encontraba Ross Douthat, analizaron el fenómeno de la retirada de Norris de la campaña de viñetas.

## Galería

### Flickr
Imágenes y vídeos de Dominio Público del «Día de todo el mundo dibuja a Mahoma», subidos por usuarios de Flickr:
- Video de una persona dibujando a Mahoma.

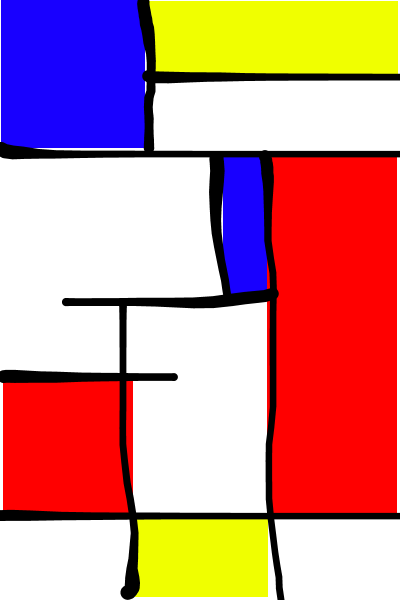
Mahoma (en el estilo de Piet Mondrian).
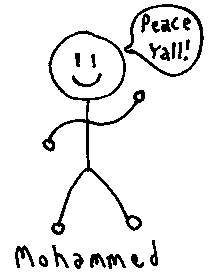
Dibujo de Mahoma abogando por la paz.
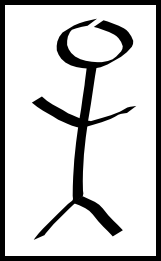
Representación simple de Mahoma.
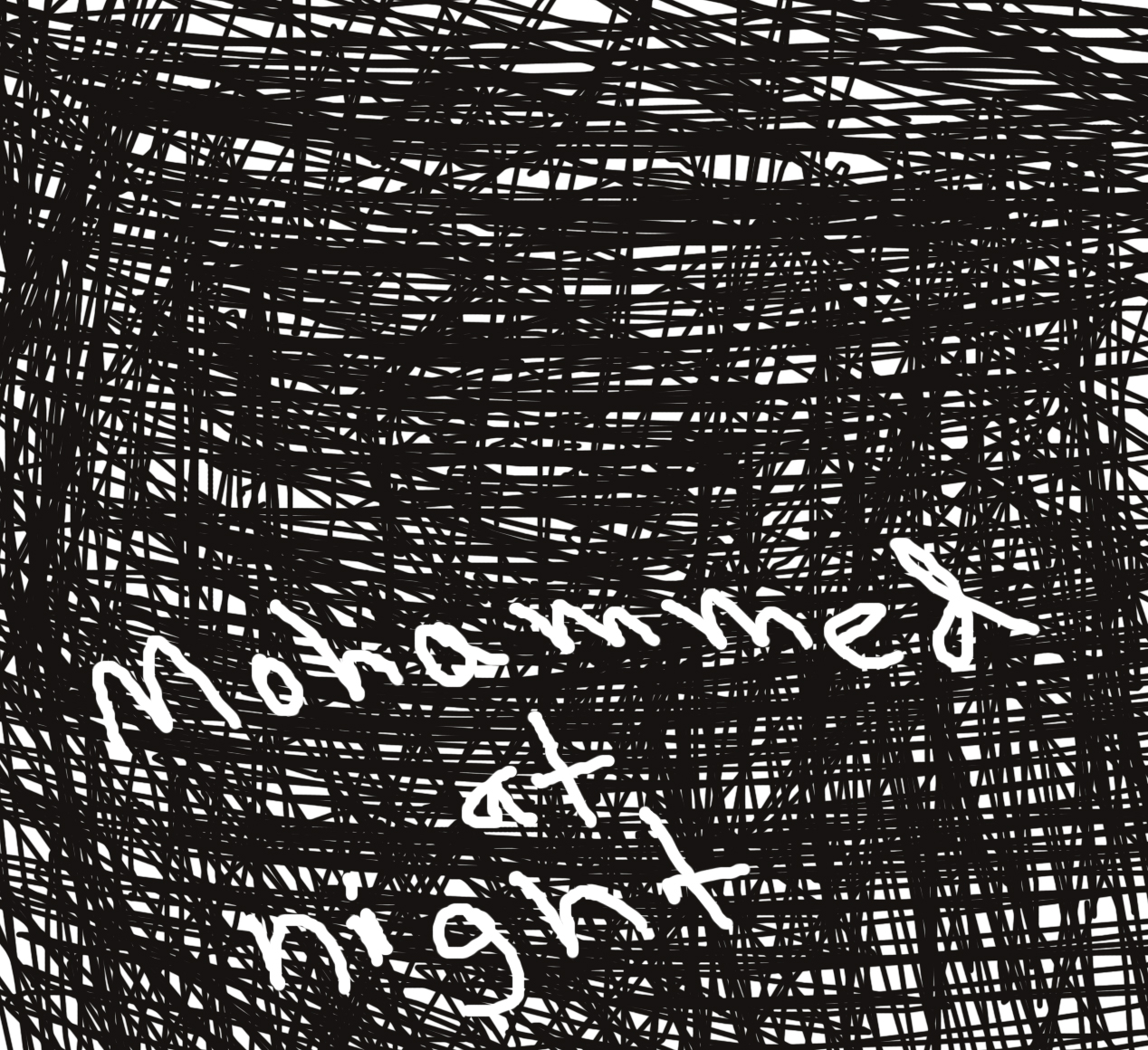
Mahoma de noche.